# Línguas ioruboides
As línguas ioruboides são o megagrupo de 12 dialetos relacionados composto pelo grupo igala de dialetos falados na Nigéria central e o grupo edequiri falado no Togo, Gana, Benim e sudoeste da Nigéria. O nome deriva do iorubá, seu principal dialeto. É um ramo das línguas defoides que pertencem à subfamília Volta-níger e família Atlântico-congolesa das línguas nigero-congolesas.